# 가메오카시
가메오카시(일본어: 亀岡市)는 일본 교토부 중서부에 있는 시이다. 옛 이름은 가메야마(亀山)이다.
옛 단바국의 최남단에 위치하고 야마시로국·셋쓰국의 경계에 있다. 옛 단바국 안에서는 인구가 가장 많은 도시이며, 센고쿠 시대 말기에 아케치 미쓰히데가 가메야마성과 조카마치(성시)를 축성했던 것이 근대 가메오카의 주춧돌이 되었다. 그러나 현재는 교토·오사카의 위성 도시 성격을 가지게 되었다.

## 지리
가메오카 분지와 주변 산지를 중심으로 위치한다. 가메오카 분지의 거의 중앙에 가쓰라가와강이 흐른다. 주변 산지는 단바 고지 등이 가메오카시로 돌출되어 있다.
시가지는 호즈강(오이강)보다 저지이고 호즈 골짜기에서 막힌 물이 역류해 수해가 자주 발생했었다. 이 홍수는 히요시댐의 건설로 일단은 해결되었지만 유스 연못이 있던 JR 사가노선과 호즈강(오이강) 사이에는 대부분 건축물이 없다. 그러나 사가노선 복선화와 함께 새로운 도시 개발 구상이 있다.
기후는 대륙성 기후이다. 기상대 구분으로는 가메오카시를 교토시·야마구스쿠 지역과 함께 교토부 남부에 포함하고 있다. 그러나 늦가을부터 이른 봄에 걸쳐 가메오카 분지의 명물인 짙은 안개가 발생하며 이 계절에 교토 시내에서 호즈 골짜기나 오이노사카 고개를 거쳐 시내로 들어가면 경치가 일변한다. 안개의 규모는 일본에서 전국적으로 유명하고 최대 정오가 지나서까지 개이지 않는 날도 많다. 위성 사진에서는 가메오카시 전체가 안개의 영향으로 희게 비치기도 한다.

## 역사
과거 가메오카는 가메야마로 알려졌고 단바국의 국부 역할을 했다. 기원전 300년경에 이 지역 전체에서 쌀 재배가 시작되었고 741년에 쇼무 천황은 이곳에 율령국의 사찰인 고쿠분지를 세웠다. 8세기에 이곳은 사이와겐지씨의 지배를 받았고 나가오카쿄와 헤이안쿄의 교외 지역으로 성장하기 시작했다. 1333년에 아시카가 다카우지는 교토에서 일어난 겐코의 난을 위해 가메야마에서 군대를 양성했다.
1869년에 가메야마는 가메오카로 개칭되었고, 1955년에 미나미쿠와다군의 가메오카정을 포함한 1정 15촌이 합병해 가메오카시가 탄생했다.

## 경제
역사적으로 가메오카 지역은 일본의 옛 수도인 교토에 농산물을 제공해주던 지역이었다. 벼농사를 비롯해 밤, 검은콩, 팥, 송이버섯, 참마, 무 등의 작물이 이곳에서 재배되었다. 또한 소, 닭 등이 사육되었다. 민물고기인 은어도 이곳에서 많이 잡혔다.

## 교통

### 철도
- 서일본 여객철도 산인 본선(사가노선)
  - (← 우쿄구 사가아라시야마역) - 호즈쿄역 - 우마호리역 - 가메오카역 - 나미카와역 - 지요카와역 - (난탄시 야기역 →)

- 사가노 관광철도 사가노 관광선
  - (← 니시쿄구 도롯코호즈교역(일본어판)) - 도롯코가메오카역(일본어판)

### 도로
- 교토 종관 자동차도(일본어판)(국도 제478호선 (일본)(일본어판))
- 국도 제9호선
- 국도 제372호선 (일본)(일본어판)
- 국도 제423호선 (일본)(일본어판)
- 국도 제477호선 (일본)(일본어판)

## 인구
| 연도 | 인구   | ±%     |
| ---- | ------ | ------ |
| 1960 | 42,355 | —      |
| 1970 | 47,151 | +11.3% |
| 1980 | 69,410 | +47.2% |
| 1990 | 85,283 | +22.9% |
| 2000 | 94,555 | +10.9% |
| 2010 | 92,416 | −2.3%  |
| 2020 | 86,174 | −6.8%  |